# Hirvasselkä (kulle i Rovaniemi)
Hirvasselkä är en kulle i Finland. Den ligger i Rovaniemi i landskapet Lappland, i den norra delen av landet, 800 km norr om huvudstaden Helsingfors. Toppen på Hirvasselkä är 271 meter över havet.
Terrängen runt Hirvasselkä är huvudsakligen platt.Runt Hirvasselkä är det mycket glesbefolkat, med 2 invånare per kvadratkilometer.